# Basilica di San Marco (Firenze)
La basilica di San Marco a Firenze è una delle chiese del centro storico cittadino, che domina un'affollata piazza e che fa da punto di riferimento per l'area urbana circostante. La chiesa faceva parte originariamente del grande complesso del convento di San Marco, in cui vissero ed operarono molti fra i più importanti rappresentanti della spiritualità e della cultura quattrocentesca: Cosimo il Vecchio, sant'Antonino, il Beato Angelico, Ambrogio Catarino Politi, Fra Bartolomeo, Tommaso Caccini (noto per aver inquisito Galileo Galilei) e, soprattutto, fra' Girolamo Savonarola, che predicò contro la decadenza dei costumi, finendo poi impiccato ed arso in piazza della Signoria nel 1498. Dal 1934 vi dimorò anche il sindaco di Firenze Giorgio La Pira, successivamente tumulato nella Basilica.
Dal 1869 l'ex-convento ospita il Museo di San Marco di Firenze, di cui però non fanno parte né la chiesa né l'attiguo chiostro di San Domenico.

## Storia del complesso
Anticamente esisteva qui un oratorio dedicato a san Giorgio. L'attuale convento sorse nel luogo dove fin dal XII secolo si trovava un monastero vallombrosano, passato poi ai Silvestrini che provenivano dalla chiesetta del contado di San Marco Vecchio, da cui la dedica all'evangelista. All'epoca questa zona si chiamava Cafaggio, per cui nei primi documenti la chiesa è citata come San Marco al Cafaggio.
Nel 1418 questi ultimi furono costretti ad abbandonarlo, su ordine del papa domenicano Eugenio IV, e il convento fu affidato nel 1435 ai Domenicani osservanti. Nel 1437 Cosimo il Vecchio, su suggerimento di Antonino Pierozzi, allora vicario generale di quest'ordine, decise di avviare la ristrutturazione di tutto il complesso. La chiesa era infatti nell'area di maggior influenza della famiglia Medici che risiedeva nelle vicinanze (nell'odierno palazzo Medici Riccardi). I lavori furono affidati a Michelozzo, mentre della decorazione parietale si occupò, fra il 1439 e il 1444, il Beato Angelico insieme ai suoi collaboratori, fra i quali Benozzo Gozzoli. La chiesa venne consacrata la notte dell'epifania del 1443 dal cardinale e arcivescovo di Capua Niccolò d'Acciapaccio, alla presenza di papa Eugenio IV.
Confiscato definitivamente nel 1866 fu in parte trasformato in museo nel 1869. La chiesa e una parte del convento (attorno al chiostro di San Domenico) ha ospitato fino al 2019 una comunità di frati domenicani, soppressa in seguito alle decisioni del Capitolo Provinciale 2017 e al decreto del Maestro dell'Ordine. La comunità dei frati domenicani di Santa Maria Novella è incaricata della cura pastorale e delle attività presenti sia in san Marco che in Santa Maria Novella garantendo la continuazione e lo sviluppo delle attività nei due luoghi.

## Esterno

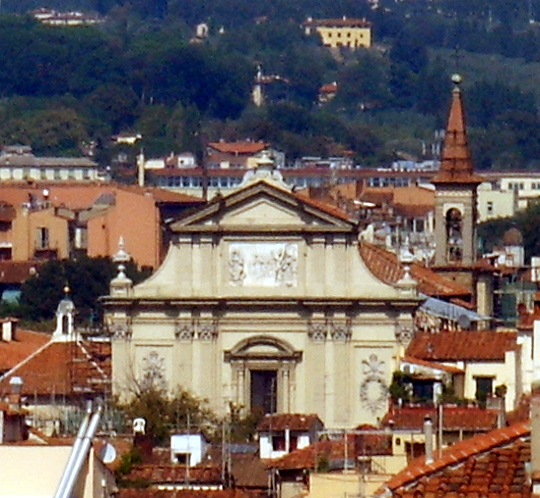
Veduta di San Marco nel panorama cittadino

### La facciata
La facciata di San Marco è in stile neoclassico e risale al 1777-78. Fu realizzata da fra' Giovan Battista Paladini, come ricorda un'iscrizione sulla finestra. Divisa su tre ordini è scandita da paraste in tre fasce orizzontali con un unico portale sormontato da una finestra. Nelle fasce laterali è decorata da due nicchie con statue (in basso) e da nastri e festoni (in alto); il registro superiore presenta un bassorilievo decorativo e un timpano sormontato dalla croce in ferro.

### Il campanile
La torre campanaria fu realizzata nel 1512 su disegno di Baccio d'Agnolo.

## Interno
Internamente è ad unica navata e presenta numerose cappelle laterali, disegnate nell'ultimo quarto del Cinquecento dal Giambologna (dal 1579) e ornate soprattutto da tavole cinque-seicentesche. Anticamente era coperta da affreschi trecenteschi, dei quali restano tracce ritrovate qua e là sotto gli intonaci. Questi resti suggeriscono un lungo arco di interventi pittorici, collocabili tra il 1380 e il 1420 circa. A Michelozzo competerono la riedificazione della sagrestia e dell'abside.

Dal 1679 vennero realizzate la tribuna ed il soffitto intagliato su progetto di Pier Francesco Silvani. La tela al centro del soffitto con l'Assunzione della Vergine e di Giovanni Antonio Pucci (1725).

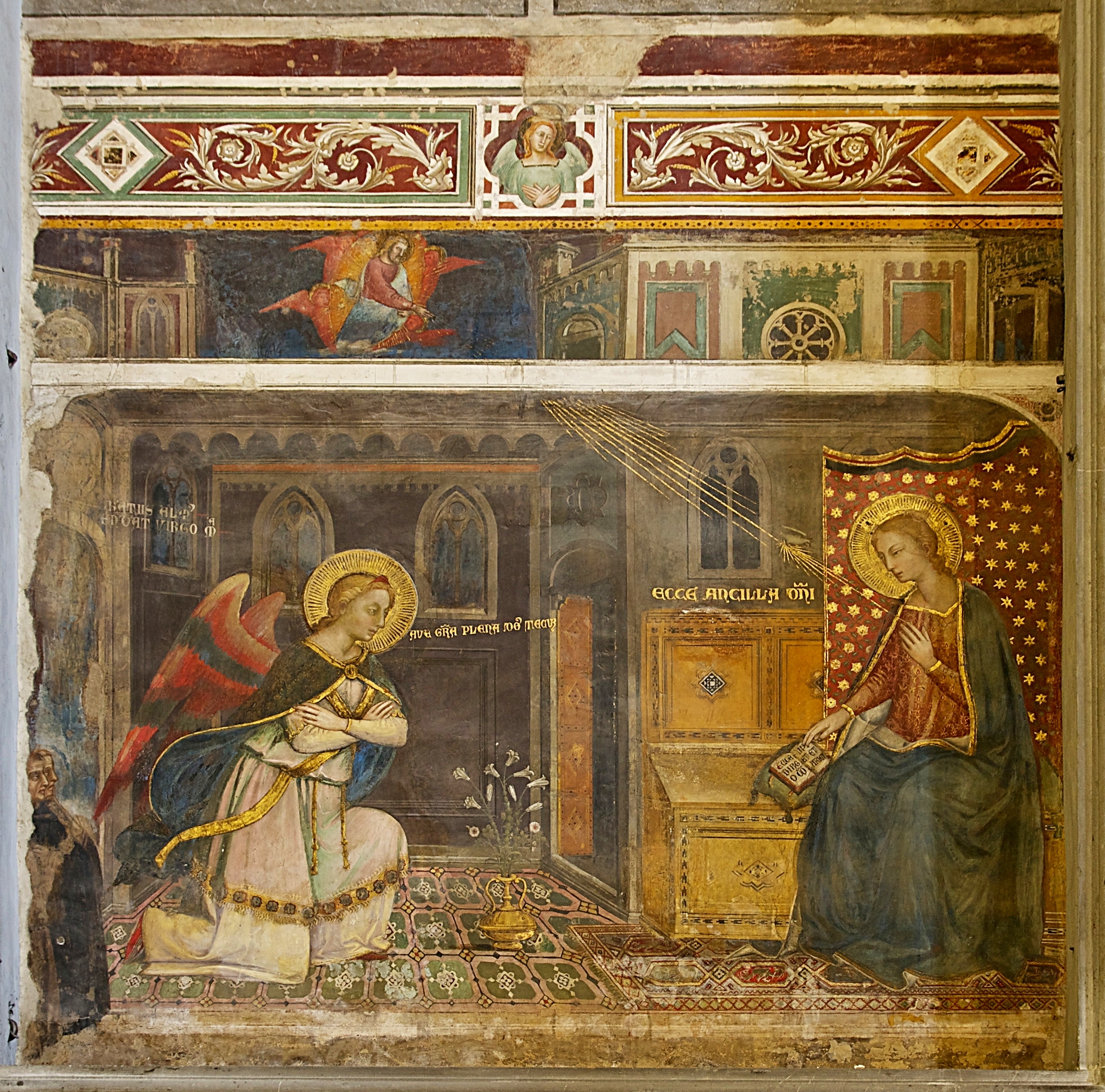
Altare Nettoli Becchi, Jacopo di Cione (stile di), Annunciazione (1371 circa)

### Controfacciata
La controfacciata presenta i migliori resti di pitture trecentesche, tra i quali un grande Crocifisso, della scuola dell'Orcagna (1365 circa) e un'Annunciazione (documentata al 1375), vicina allo stile di Jacopo di Cione e modellata a partire dalla famosa Annunziata miracolosa della basilica della Santissima Annunziata.
A sinistra è un altare già dell'Arte della Seta, in questa posizione dal 1575, ma un tempo, in forme diverse, sulla parete sinistra della navata. L'altare tardo cinquecentesco conteneva la Pala di San Marco del Botticelli oggi agli Uffizi (1488-1490) e, pur mantenendo lo stemma dell'Arte, sua precedente patrona, contiene oggi una tela firmata da Giovanni Battista Paggi con la Trasfigurazione eseguita nel 1596 per Vincenzo ed Alessandro Brandolini, nuovi patroni dell'altare dall'anno precedente. La pala si caratterizza per gli effetti luministici di grande effetto e fine devozionale e per un colorismo intenso e vivace.

### Altari di destra
Il primo altare di destra è decorato dalla pala di Santi di Tito raffigurante la Visione di San Tommaso d'Aquino con la Vergine, San Giovanni Evangelista, la Maddalena e Santa Caterina d'Alessandria, del 1593, fatta realizzare da Sebastiano Pandolfini del Turco, in cui l'illusionismo, spinto fino al paesaggio alla veneta sullo sfondo della Crocifissione, e il naturalismo dei personaggi e dei ritratti degli astanti nel fondo permettono il coinvolgimento emotivo e la compartecipazione dell'osservatore.
Nel secondo altare si trova la Madonna col Bambino e santi di Fra Bartolomeo (1509 circa), detto Sacra Conversazione Cambi, dal nome della famiglia committente, mentre il terzo presenta un grande mosaico della Vergine, che proviene dall'antica basilica di San Pietro in Vaticano: arrivò a Firenze verso il 1596, quando venne realizzato l'altare. Gli angeli e i santi Domenico e Raimondo in adorazione attorno alla Vergine furono aggiunti a Firenze e sono dipinti a imitazione del mosaico, da qualcuno vicino allo stile di Fabrizio Boschi.
Il quarto altare presenta la tela di Matteo Rosselli con la Madonna del rosario e angeli che portano in cielo San Domenico (1640), mentre la statua di San Zanobi sull'arco che incornicia l'altare è del Giambologna.

### Gli altari di sinistra
Il primo altare, quello più vicino alla controfacciata, è decorato dal Miracolo di San Vincenzo Ferrer, del Passignano (1593), mentre il secondo dal Matrimonio mistico di Santa Caterina, copia da Fra Bartolomeo di Anton Domenico Gabbiani (1690).
Il terzo altare è quello della lucchese Compagnia della Santa Croce dei Tessitori di seta, della quale è lo stemma con la croce circondata da quattro stelle sormontato da un rilievo con il Volto Santo nel centro del timpano. La compagnia aveva un precedente altare nel tramezzo, ornato nel 1491 circa da una pala con il Volto Santo tra i Santi Vincenzo Ferrer, Giovanni Battista, Antonino e Marco dipinta dal cosiddetto Maestro dell'Epifania di Fiesole (oggi al County Museum di Los Angeles). A seguito della demolizione del tramezzo, nel 1590 la compagnia acquistò questo altare, per il quale commissionò nel 1593 la tavola con Eraclio che porta la croce del Cigoli, siglata in basso L.C. e datata 1594, il primo dipinto in cui l'artista mostra quel gusto per i costumi e i tessuti ricchi e preziosi, esibiti a fini decorativi e allusivi alle attività tessili dei confratelli della compagnia.
Ai lati sono collocati i due monumenti funebri degli umanisti qui sepolti: Pico della Mirandola e Poliziano.

### Abside e cupola

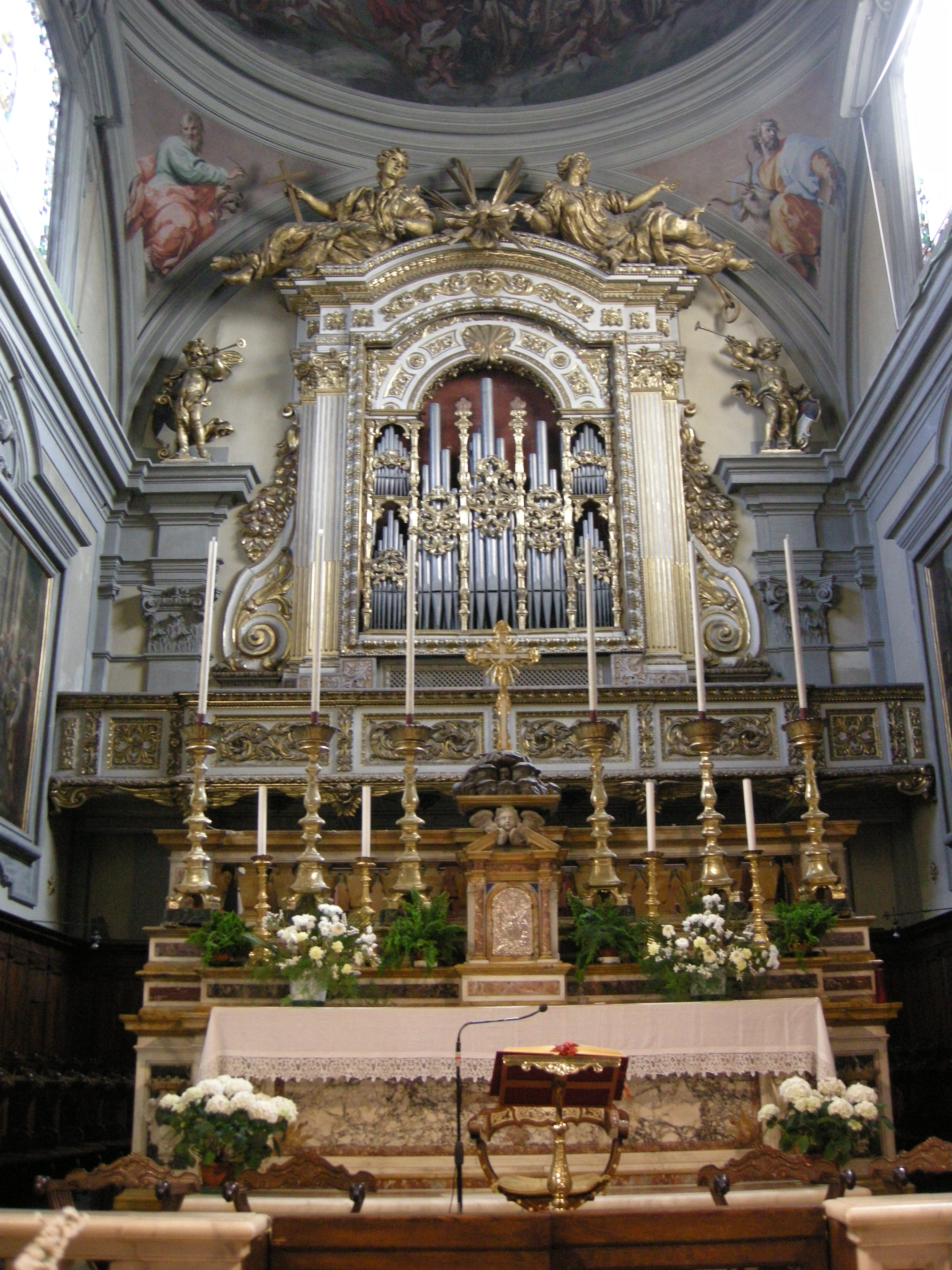
Altare maggiore

Si può accedere all'abside dalla sagrestia, chiedendo il permesso. Creata da Michelozzo, vi si trovano due mostre di portali in pietra.
La cupola venne innalzata su progetto di Angelo Ferri entro il 1712 ed è decorata da affreschi di Alessandro Gherardini (1717).

### Presbiterio e altare maggiore
Gli affreschi sulle pareti del presbiterio sono di Ignace Parrocel, mentre la tela sotto l'organo è di Pier Dandini e rappresenta l'Ultima cena (1686).
Sull'altare maggiore si trova il prezioso Crocifisso del Beato Angelico (1425-1428).

### Cappella Serragli o del Sacramento
La Cappella Serragli o del Sacramento si trova a sinistra del presbiterio e vi si accede da un portale barocco. Venne iniziata verso l'ultimo decennio del Cinquecento e dedicata all'esaltazione del mistero dell'eucaristia.
La volta affrescata è distinta in tre zone. Nella prima vi sono raffigurate le personificazioni come figure femminili dei Doni dello Spirito Santo, opera di Santi di Tito (1594 circa), disposte attorno ad una colomba in stucco; nella seconda zona vi si trovano un Cristo in gloria e la Speranza di Bernardino Poccetti (1603 circa); nella terza i Frutti della dolcezza della Comunione, quattro figure femminili attorno a un alveare dorato in stucco, opera sempre del Poccetti. 
Sulle pareti egli affrescò anche la serie di santi e sante legati al Sacramento.
La pala d'altare presenta la Comunione degli Apostoli, iniziata da Santi di Tito e finita da suo figlio Tiberio. Completano la decorazione della cappella quattro tele alle pareti:
- La storia della manna, opera del Passignano (firmata e datata 1625);
- Cena in Emmaus di Francesco Curradi;
- Miracolo dei pani e dei pesci di Francesco Curradi;
- Sacrificio di Isacco dell'Empoli.

### Cappella Salviati

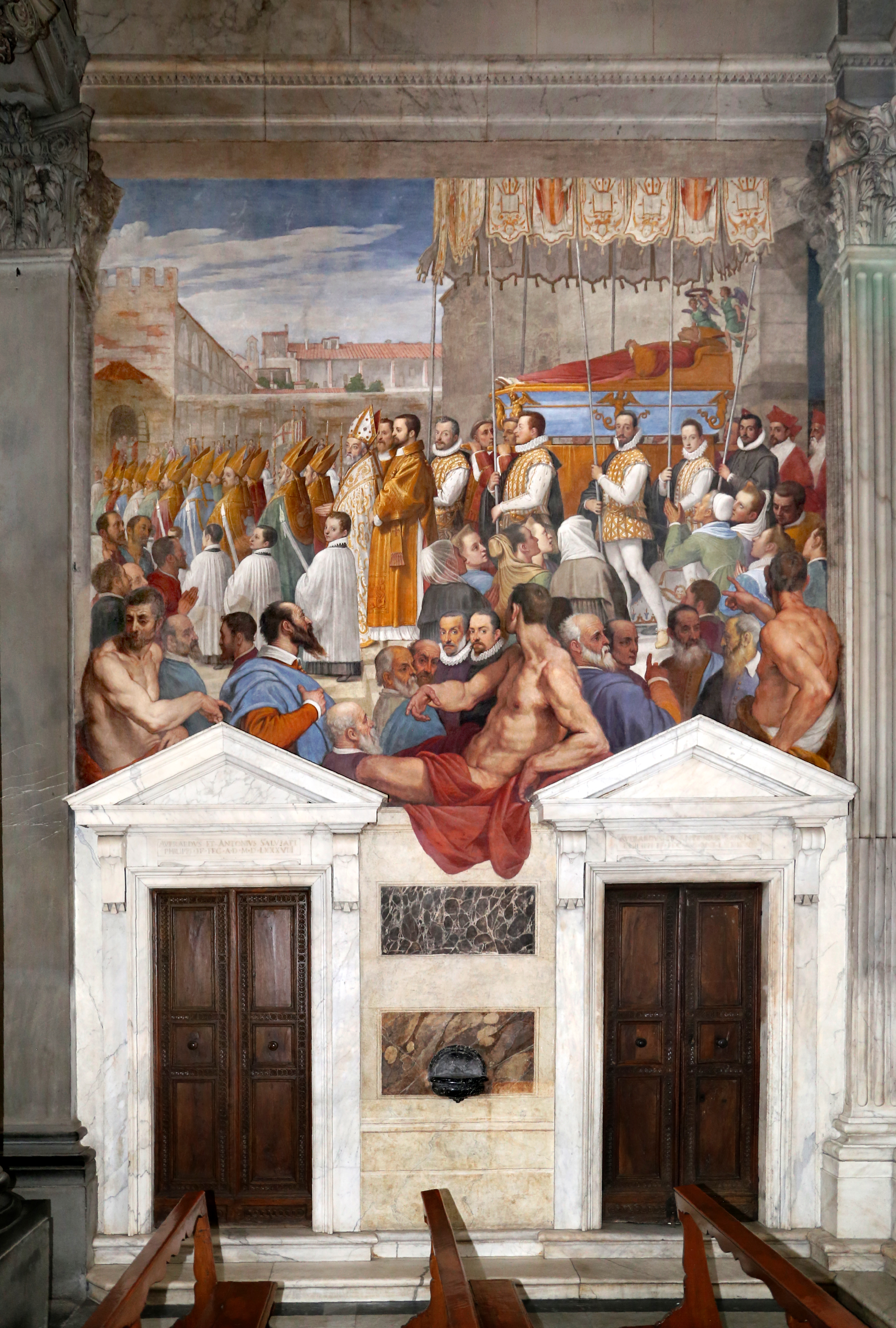
Passignano, Traslazione del corpo di sant'Antonino, vestibolo della Cappella Salviati

A sinistra nella navata si accede alla Cappella Salviati o di Sant'Antonino, dove sono conservate le spoglie del santo e arcivescovo fiorentino. La cappella fu progettata alla fine del XVI secolo come ambiente a parte, dotato di un accesso privato dall'esterno e diversa dalla chiesa sia in pianta che in alzato.
La sua costruzione venne iniziata dalla cripta, dove sono sepolti i membri della famiglia Salviati, presumibilmente nel 1580, come riporta un cartiglio sulla parete.
La cappella superiore, con le spoglie del santo sotto l'altare, fu progettata dal Giambologna e decorata in larga parte da Alessandro Allori. A quest'ultimo si deve la decorazione a grisaille (completata nel 1588) e la pala d'altare con la Discesa al Limbo (commissionata prima del 1584). Le tavole laterali sono coeve e rappresentano Gesù che guarisce il lebbroso (a sinistra, del Poppi) e la Vocazione di San Matteo (a destra, di Giovanni Battista Naldini).
I bassorilievi in bronzo sono del Giambologna e collaboratori, e raffigurano Episodi della vita di sant'Antonino (1581-1587).
Nel vestibolo della cappella due grandi affreschi del Passignano decorano le pareti: la Traslazione e la Ricognizione del corpo di Sant'Antonino.

### Sagrestia
Nella sagrestia, con arredi sacri dal Quattrocento al Seicento, si trova il primo sepolcro di Sant'Antonino Pierozzi, arcivescovo di Firenze dal 1446, con la figura del santo in bronzo. Il sarcofago in marmo nero è decorato dalla statua bronzea del santo, opera del Giambologna con l'ausilio per la fusione di Domenico Portigiani.
L'altare è corredato da una tavola con lo Sposalizio mistico di Santa Caterina d'Alessandria con San Giacomo Maggiore e San Cristoforo, assegnabile ai romagnoli Benedetto e Bartolomeo Coda e forse identificabile con quella realizzata nel 1531 per l'altare Bettini di San Domenico a Cesena.
Il prezioso parato di Sant'Antonino, qui collocato, fu realizzato su disegno di Alessandro Allori.

## Confraternite
Nella chiesa e nei suoi annessi si riunirono nel tempo molte Compagnie o confraternite. Tra le più importanti ci furono:
- Compagnia della Santa Croce dei Tessitori di seta
- Compagnia dei Santi Re Magi della Stella
- Compagnia della Purificazione di Maria e di San Zanobi

## Opere già in San Marco
- Beato Angelico, Pala di San Marco, oggi nel Museo di San Marco, Firenze
- Beato Angelico, Guarigione del diacono Giustiniano, oggi nel Museo di San Marco, Firenze
- Beato Angelico, Sepoltura dei santi Cosma e Damiano, oggi nel Museo di San Marco, Firenze
- Beato Angelico, San Cosma e san Damiano salvati dall'annegamento, oggi nell'Alte Pinakothek, Monaco di Baviera
- Beato Angelico, San Cosma e san Damiano davanti a Lisia, oggi nell'Alte Pinakothek, Monaco di Baviera
- Beato Angelico, Pietà, oggi nell'Alte Pinakothek, Monaco di Baviera
- Beato Angelico, Crocifissione dei santi Cosma e Damiano, oggi nell'Alte Pinakothek, Monaco di Baviera
- Beato Angelico, Decapitazione dei santi Cosma e Damiano, oggi nel Museo del Louvre, Parigi
- Beato Angelico, Condanna al rogo dei santi Cosma e Damiano, oggi nella Galleria nazionale d'Irlanda, Dublino
- Beato Angelico, Guarigione di Palladia, oggi nella National Gallery of Art, Washington
- Sandro Botticelli, Pala degli Orefici, oggi negli Uffizi, Firenze
- Maestro dell'Epifania di Fiesole, il Volto Santo tra i Santi Vincenzo Ferrer, Giovanni Battista, Antonino e Marco, oggi al County Museum di Los Angeles.
- Fra Bartolomeo, Pala Pitti, oggi nella Galleria Palatina, Firenze
- Fra Bartolomeo, Presentazione al Tempio, oggi nel Kunsthistorisches Museum di Vienna